# Sale Boulot
Pour plus de détails, voir Fiche technique et Distribution.
Sale boulot (Dirty Work) est un film américain réalisé par Bob Saget en 1998.

## Synopsis
Deux amis d'enfance vivant de petits boulots se retrouvent sans emploi et fauchés. Le jour où le père de l'un d'eux tombe gravement malade et qu'une opération onéreuse s'avère nécessaire, les deux hommes décident de s'associer en créant une société qui va permettre aux particuliers de résoudre leurs petits et grands tracas de la vie quotidienne.

## Fiche technique
- Titre français : Sale boulot
- Titre original : Dirty Work
- Réalisateur : Bob Saget
- Scénario : Frank Sebastiano, Norm Macdonald et Fred Wolf
- Musique : Richard Gibbs
- Photographie : Arthur Albert
- Montage : George Folsey Jr.
- Producteur : Robert Simonds
- Sociétés de production : Metro-Goldwyn-Mayer & Robert Simonds Productions
- Société de distribution : Metro-Goldwyn-Mayer
- Pays :  États-Unis
- Langue : Anglais
- Format : Couleur - DTS - 35 mm - 1.85:1
- Genre : Comédie noire
- Date de sortie en salles : 12 juin 1998 (États-Unis)
- Public : PG-13

## Distribution
- Norm Macdonald : Mitch Weaver
- Artie Lange (VF : William Coryn) : Sam McKenna
- Jack Warden : Pops McKenna
- Traylor Howard : Kathy
- Christopher McDonald (VF : François Dunoyer) : Travis Cole
- Chevy Chase : Dr. Farcy
- Chris Farley : Jimmy (non crédité)
- Don Rickles : Hamilton
- Kay Hawtrey : Gladys
- David Koechner : Anton Phillips
- Grant Nickalls : Jason
- Rebecca Romijn : La femme à barbe
- John Goodman : Le maire Adrian Riggins (non crédité)
- Adam Sandler (VF : Serge Faliu) : Satan (non crédité)
- Gary Coleman : lui-même

## Autour du film
- Il s'agit du tout dernier rôle au cinéma de Chris Farley, décédé en décembre 1997 et du second sorti post-mortem après Les Premiers Colons.